# Смело мы в бой пойдём
Смело мы в бой пойдём — популярная песня времён Первой мировой войны и Гражданской войны в России.

## История
В 1910-е годы на слова Александра Васильевича Колчака «Белой акации гроздья душистые» М. Штейнбергом был написан романс. Во время Первой мировой войны появилась солдатская песня «Слыхали, деды, война началася…»
После Революции 1917 года песня была переработана и появились два варианта: «Марш белой армии», более известный по словам «Смело мы в бой пойдем за Русь святую» («Слышали деды») и рождённую от него первую советскую песню — «Смело мы в бой пойдем за власть Советов». Уже в 1919 году варианты песни были широко известны.

## Фрагмент первоначального варианта (времён Первой мировой войны)
Слыхали, деды,

Война началася,

Бросай свое дело —

В поход собирайся.

Припев:

Смело мы в бой пойдём

За Русь святую,

И как один прольём

Кровь молодую.

Деды вздохнули,

Руками взмахнули,

Знать на то воля,

Надо власть спасати…

## Песня Добровольческой армии
Слышали братья,

Война началась!

Бросай своё дело,

В поход снаряжайся.

Припев:

Смело мы в бой пойдём

За Русь Святую

И, как один, прольём

Кровь молодую!

Деды вздохнули,

Руками всплеснули, —

Божья, знать, воля,

Отчизну спасай!

С тихого Дона,

С далёкой Кубани —

Все собирались

Россию спасать.

Вдали показались

Красные роты…

Ружья в атаку!

Вперёд пулемёты!

Вот и окопы,

Рвутся снаряды,

Их не боятся

Белых отряды.

Рвутся снаряды,

Трещат пулемёты,

Отряды пехоты

Стремятся вперёд!

Кровь молодая

Льётся рекою,

Льётся рекою

За русскую честь!

Вечная память

Павшим героям,

Вечная слава

Героям живым!
Сатирический вариант
Смело мы в бой пойдём,

А я останусь…

С частью хозяйственной

Я не расстанусь…
Среди советских школьников был популярен следующий сатирический вариант:
Мы смело в бой пойдём

За суп с картошкой

И повара убьём

Столовой ложкой! 

## Песня РККА
Слушай, товарищ,

Война началася,

Бросай своё дело,

В поход собирайся.

Припев:

Смело мы в бой пойдём

За власть Советов

И как один умрём

В борьбе за это.

Рвутся снаряды,

Трещат пулеметы,

Но их не боятся

Красные роты.

Припев.

Вот показались

Белые цепи,

С ними мы будем

Биться до смерти.

Припев.

Вечная память

Павшим героям,

Вечная слава

Тем, кто живёт.

Припев.
Дроздовец генерал-майор А. В. Туркул в мемуарах «Дроздовцы в огне» зафиксировал  такой красноармейский вариант песни летом 1920 года во время атаки красных курсантов на Орехов в Северной Таврии:
Смело мы в бой пойдем
За власть трудовую
И всех «дроздов» побьем,
Сволочь такую…

## Версия власовцев
Во время Великой Отечественной войны, те, кто встал на сторону армии Власова, пели:
Смело мы в бой пойдём

За Русь святую.

И всех жидов побьём,

Сволочь такую!